# Hyperman
Hyperman est un personnage de bande dessinée français imaginé par Maurice Curzio et publié aux Éditions du Petit Ogre. Pastiche des super-héros, on lui donne une ressemblance avec Superman.

## Hyperman, tout un monde
Le héros réside à Tangeville où il travaille comme livreur de lait. Son plus fidèle ami est un rat, Tazio.
Hyperman possède une force surhumaine, ainsi que le pouvoir de téléportation et d'hypnose. Hyperman est né en Afrique, dans une source qui lui a donné ces pouvoirs. Son plus fidèle ennemi, Jyke Lopre, est sans cesse à la recherche de cette source.

## Les débuts
La première aventure du héros paraît le 11 février 1986. Hyperman est confronté à un singe ayant un pouvoir de télépathie. L'aventure est publiée sous le nom de Hyperman contre Reko.
De nombreuses autres aventures suivront.

## Le déclin
En 1992, la dernière aventure de Hyperman sort. Nommée Retour aux sources, elle raconte la mort héroïque du héros qui se sacrifie pour détruire la source de ses pouvoirs alors que Jyke Lopre est sur le point de la découvrir.
Maurice Curzio déclara avoir créé cette fin pour que son héros ne soit pas repris alors qu'il en a fait le tour.

## Aventures parues
- Hyperman contre Reko
- Hyperman est en danger
- Tangeville sous les eaux
- Hyperman autour du monde
- Hyperman, toujours plus fort !
- Regardez en bas, c'est Hyperman !
- La fausse mort d'Hyperman
- Lopre et l'arme fatale
- Hyperman contre Reko, la revanche
- Hyperman au soleil
- Hyperman en Amazonie
- Hyperman : Retour aux sources